# Litanie prelauretane
Per litanie prelauretane si intende un gruppo di litanie diffuse prima del 1587, anno in cui il formulario delle litanie lauretane venne approvato dal papa Sisto V con la bolla Reddituri. Inoltre, il 6 settembre 1601 con il decreto del Sant'Ufficio Quoniam multi papa Clemente VIII proibì la recita pubblica di tutte le litanie, tranne quelle lauretane, e quelle dei santi; Inoltre, dispose che per il futuro la competenza per qualsiasi modifica è demandata alla Sacra Congregazione dei Riti, prescrizione tuttora in vigore. Di conseguenza le litanie prelauretane caddero in disuso.

## Letanie devotissime(1524)
Nel 1524 il frate Giovanni da Falerone, minore osservante, diede alle stampe un libretto di preghiere in cui sono contenute le Letanie devotissime in laude de la Vergine Maria advocata sollicita de' Peccatori, che si articolano nelle seguenti invocazioni:
- Sancta Maria
- Sancta Dei Genitrix
- Sancta Virgo Virginum
- Omnes Sancti et Sanctae Dei
- Sancta Maria, ab aeterno praeselecta
- Sancta Maria, super omnes benedicta
- Virgo prudentissima
- Virgo speciosissima
- Vas spirituale
- Hospitium Deitatis
- Sancta Maria, Spiritus Sancti templum
- Mater Christi et sponsa
- Mater Creatoris
- Mater Salvatoris
- Mater Redemptoris
- Mater misericordiae
- Mater obedientiae
- Sancta Maria, Mater concordiae
- Mater humilitatis
- Mater sanctitatis
- Mater virginitatis
- Mater clementissima
- Mater honestissima
- Mater piissima
- Sancta Maria, mater praedicanda
- Mater adoranda
- Spes nostra vera
- Fidei nostra magistra
- Causa nostrae laetitiae
- Regula morum
- Speculum virtutis
- Sancta Maria, causa nostrae salutis
- Advocata christianorum
- Refugium desperatorum
- Auxilium peccatorum
- Plena omni charitate
- Plena omni pietate
- Sancta Maria, plena omni gloria
- Clarior sole
- Pulchrior luna
- Stella maris
- Stella matutina
- Stellis duodenis coronata
- Scala coeli
- Sancta Maria, porta paradisi
- Domina mundi
- Imperatrix universi
- Regina coeli
- Regina angelorum
- Regina patriarcharum
- Regina prophetarum
- Sancta Maria, regina apostolorum
- Regina evangelistarum
- Regina martyrum
- Regina confessorum
- Regina virginum
- Regina sanctorum omnium

## Altre quattro varianti
Sono note altre quattro varianti delle litanie. 
La prima serie proviene da un messale antico appartenuto al sacerdote Giovanni Battista Cosimi da Mogliano e pubblicata dal Vogel.
La seconda serie proviene da un Officium B. Virginis stampato a Venezia nel 1513.
La terza serie si trova in un Officium B. Virginis stampato a Carpi nel 1503.
La quarta serie è dedotta da un Compendium orationum stampato a Venezia nel 1561 e pubblicata dal Vogel.
Queste quattro varianti presentano le seguenti invocazioni:
| Invocazione                                 | I serie | II serie | III serie | IV serie |
| ------------------------------------------- | ------- | -------- | --------- | -------- |
| Sancta Maria                                | x       | x        |           | x        |
| Sancta Dei Genitrix                         | x       | x        | x         | x        |
| Sancta Virgo Virginum                       | x       |          | x         | x        |
| Mater Christi                               | x       |          | x         | x        |
| Sancta Mater Christi                        |         | x        |           |          |
| Mater castissima                            | x       |          | x         | x        |
| Sancta Mater castitatis                     |         | x        |           |          |
| Mater purissima                             | x       |          | x         | x        |
| Mater piissima                              |         | x        |           |          |
| Mater inviolata                             | x       | x        | x         | x        |
| Mater intemerata                            | x       | x        | x         | x        |
| Mater amabilis                              | x       | x        | x         | x        |
| Mater mirabilis                             | x       |          | x         |          |
| Mater admirabilis                           |         | x        |           |          |
| Mater innumerabilis                         |         |          |           | x        |
| Mater misericordiae                         | x       | x        |           | x        |
| Mater divinae gratiae                       | x       | x        | x         | x        |
| Mater Redemptoris                           |         |          | x         | x        |
| Mater Creatoris                             | x       | x        | x         | x        |
| Mater Salvatoris                            | x       | x        | x         | x        |
| Mater humilitatis                           | x       |          | x         | x        |
| Magistra humilitatis                        |         | x        |           |          |
| Mater totius sanctitatis                    | x       |          |           |          |
| Mater sanctitatis                           |         |          | x         | x        |
| Mater obedientiae                           | x       |          | x         | x        |
| Magistra obedientiae                        |         | x        |           |          |
| Mater prudentiae                            | x       |          | x         | x        |
| Magistra prudentiae                         |         | x        |           |          |
| Mater sapientiae                            | x       |          |           |          |
| Mater cum sanctissimo Filio, adiuva nos     |         |          | x         |          |
| Virgo Virginum                              |         | x        |           |          |
| Virgo prudens                               | x       | x        |           |          |
| Virgo fidelis                               | x       | x        | x         | x        |
| Virgo suavis                                |         |          | x         | x        |
| Virgo clemens                               | x       |          |           |          |
| Virgo clementissima                         | x       | x        | x         | x        |
| Virgo veneranda                             | x       | x        | x         | x        |
| Virgo praedicanda                           | x       | x        | x         | x        |
| Virgo pulcherrima                           | x       | x        | x         | x        |
| Virgo sacra                                 | x       |          |           |          |
| Virgo sancta                                |         | x        |           |          |
| Virgo benedicta                             | x       |          |           |          |
| Virgo speciosa                              | x       | x        |           |          |
| Virgo formosa                               | x       |          |           |          |
| Speculum iustitiae                          | x       | x        | x         | x        |
| Sedes iustitiae                             |         | x        |           |          |
| Sedes sapientiae                            |         |          | x         | x        |
| Causa nostrae laetitiae                     | x       |          | x         | x        |
| Causa munditiae et laetitiae                |         | x        |           |          |
| Vas spirituale                              | x       |          |           | x        |
| O vas spirituale                            |         | x        |           |          |
| Vas honorabile                              | x       |          |           |          |
| Vas coronabile                              |         |          | x         | x        |
| Vas insigne devotionis                      | x       |          |           |          |
| O vas insigne et devotionis                 |         | x        |           |          |
| Vas redemptionis                            |         |          | x         |          |
| Vas electionis                              |         |          |           | x        |
| Vas totius sanctitatis                      | x       |          |           |          |
| O vas totius sanctitatis                    |         | x        |           |          |
| Rosa mistica                                | x       | x        |           | x        |
| Rosa vivifica                               |         |          | x         |          |
| Turris davidica                             | x       |          | x         | x        |
| Turris eburnea                              | x       | x        | x         | x        |
| Turris aurea                                |         |          | x         |          |
| Domus aurea                                 | x       |          |           |          |
| Domus et arca                               |         | x        |           |          |
| Foederis arca                               | x       | x        |           |          |
| Ianua caeli                                 | x       |          |           |          |
| Ianua caelica                               |         | x        |           |          |
| Ianua regni caelorum                        |         |          | x         | x        |
| Stella matutina                             | x       | x        | x         | x        |
| Lux meridiana                               | x       |          |           |          |
| Pulchrior luna                              | x       | x        |           |          |
| Hospitium Deitatis                          | x       | x        |           |          |
| Cubile divinitatis                          | x       | x        |           |          |
| Spiritus Sancti secretarium                 | x       |          |           |          |
| Sacrarium Spiritus Sancti                   |         | x        | x         |          |
| Spiritus sacrarium                          |         |          |           | x        |
| Spiritus Sancti domicilium                  | x       | x        |           |          |
| Spiritus Sancti habitaculum                 | x       |          |           |          |
| Spiritus Sancti solatium                    | x       | x        |           |          |
| Calandra sancta                             |         | x        |           |          |
| Thronus Salomonis                           | x       | x        |           |          |
| Hospitium paradisi                          | x       |          |           |          |
| Hostium paradisi                            |         | x        |           |          |
| Gemma castitatis                            | x       |          |           |          |
| Vena castitatis                             |         | x        |           |          |
| Flos virginitatis                           | x       | x        |           |          |
| Forma sanctitatis                           |         | x        |           |          |
| Salus infirmorum                            | x       | x        |           |          |
| Refugium peccatorum                         | x       | x        |           |          |
| Consolatrix afflictorum                     | x       | x        |           |          |
| Hymnus coelorum                             | x       |          |           |          |
| Fons hortorum                               | x       |          |           |          |
| Regina coelorum                             |         |          | x         |          |
| Regina angelorum                            | x       | x        | x         | x        |
| Regina Patrum Sanctorum                     | x       |          |           |          |
| Regina viginti quinque seniorum             | x       |          |           |          |
| Regina Patriarcharum                        | x       | x        |           | x        |
| Regina Prophetarum                          | x       | x        | x         | x        |
| Regina Apostolorum                          | x       | x        | x         |          |
| Regina Evangelistarum                       | x       |          |           |          |
| Regina Apostolorum et Evangelistarum        |         |          |           | x        |
| Regina Innocentium                          | x       |          | x         | x        |
| Regina Discipulorum                         | x       |          |           |          |
| Regina Martyrum                             | x       | x        | x         | x        |
| Regina Confessorum                          | x       | x        | x         | x        |
| Regina Monacharum                           |         |          | x         | x        |
| Regina Praedicatorum                        |         |          |           | x        |
| Regina Levitarum                            |         |          |           | x        |
| Regina Praedicatorum et Levitarum           |         |          | x         |          |
| Regina Virginum                             | x       | x        | x         | x        |
| Regina peregrinorum                         |         |          |           | x        |
| Regina Sanctorum omnium                     | x       | x        | x         | x        |
| Mater sanctissima                           |         |          |           | x        |
| Iesu Christi Filii Dei vivi, miserere nobis |         |          | x         | x        |

## Litanie de Notre Dame (1586)

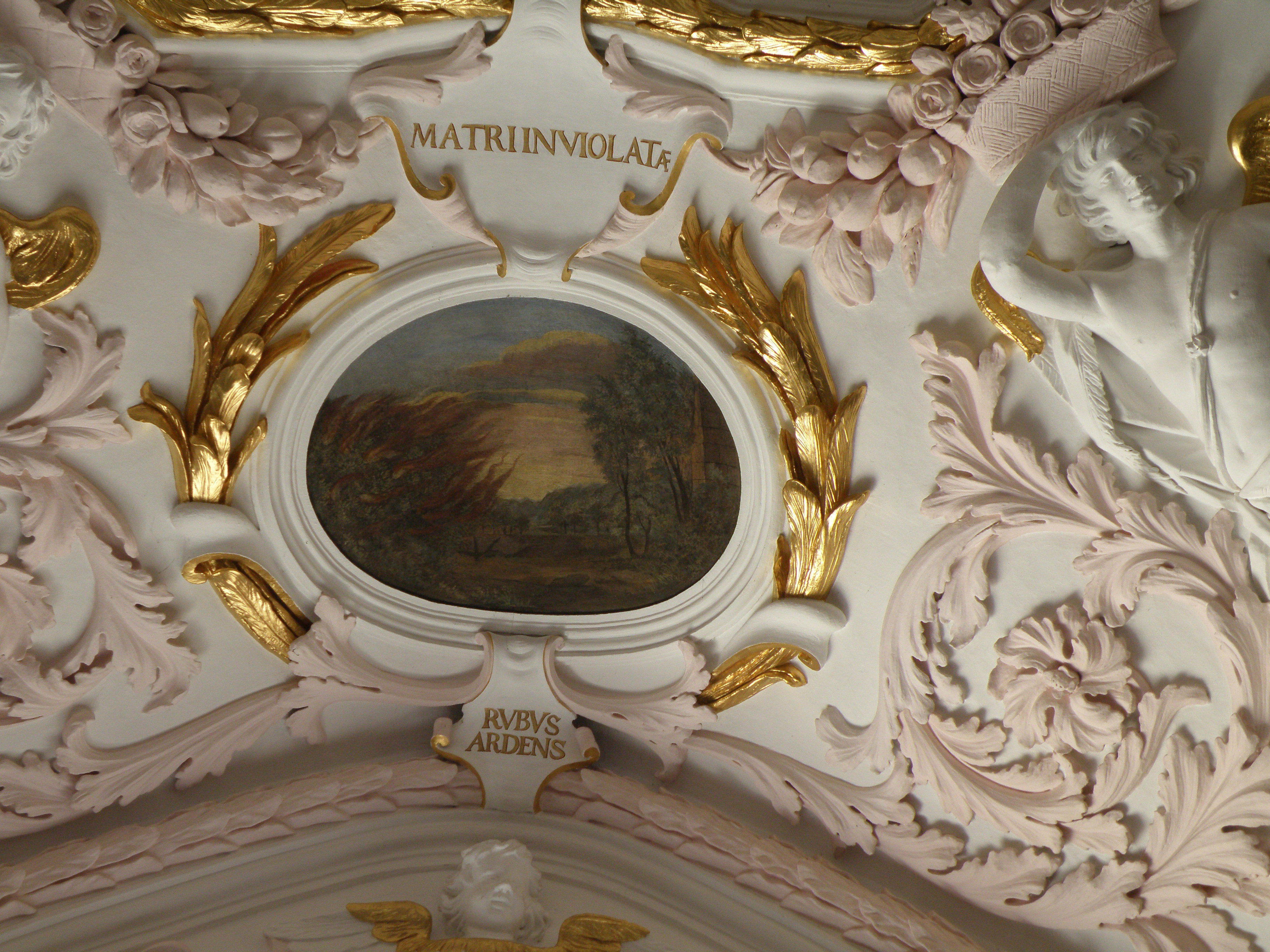
Rubus ardens, fra le invocazioni affrescate nella Gnadenkapelle della chiesa dell'Alte Kapelle di Ratisbona. Nello stesso ciclo è presente anche Virga Aaronis.

Si tratta di una serie di litanie contenuta nell'Office de la Vierge Marie à l'usage de l'Eglise Catholique, Apostolique, et Romaine stampata a Parigi nel 1586.
- Sancta Maria
- Sancta Dei Genitrix
- Sancta Virgo Virginum
- Sancta virgo et mater inviolata
- Sancta mater admirabilis
- Sancta mater amabilis
- Sancta mater misericordiae
- Sancta mater gratiae et sanctitatis
- Sancta mater puritatis et humilitatis
- Sancta mater pulchrae dilectionis et sanctae spei
- Sancta mater omni honore dignissima
- Sancta mater Salvatoris
- Sancta filia sempiterni patris
- Sancta sponsa Spiritus Sancti
- Sancta reparatrix parentum
- Sancta vivificatrix posterorum
- Sancta restauratrix saeculorum
- Sancta gloria virginum
- Sancta virgo ab aeterno electa
- Sancta virgo praeservata
- Sancta virgo prudens
- Sancta virgo, omnibus virtutibus ornata
- Sancta virgo, pulchra ut luna
- Sancta virgo, electa ut sol
- Sancta virgo, terribilis ut castrorum acie ordinata
- Sancta virgo, gratia Dei plena
- Sancta virgo, causa nostrae laetitiae
- Sancta virgo, singulariter veneranda
- Sancta virgo, altissimi Filio praeparata
- Sancta virgo, mysticis miraculis praefigurata
- Sancta virgo, propheticis oraculis praenunciata
- Rubus ardens incombustus
- Virga Aaronis florida et fructifera
- Vellus Gedeonis, coelesti rore perfusum
- Virga Jesse e qua flos Christus ascendit
- Porta sanctuarii clausa
- Benedicta terra de qua veritas orta est
- Tabernaculum Dei sanctissimum
- Thalamus Sponsi
- Thronus Salomonis
- Hortus conclusus
- Fons signatus
- Puteus aquarum viventium
- Lilium inter spinas
- Speculum sine macula
- Stella matutina
- Stella maris
- Sancta virgo, via errantium
- Sancta virgo, portus naufragantium
- Sancta virgo, fons perennis curationum
- Sancta virgo, arca novi testamenti
- Sancta virgo, propitiatorium universi mundi
- Sancta virgo, porta coeli
- Sancta virgo, spes christianorum
- Sancta virgo, auxilium infirmorum
- Sancta advocata peccatorum
- Sancta consolatio afflictorum
- Sancta victrix haereticorum
- Sancta dulcedo piarum animarum
- Sancta salus in te sperantium
- Sancta virgo, exemplum perfectionis
- Sancta virgo, magnum mundi miraculum
- Sancta virgo, super choros angelorum exaltata
- Sancta domina angelorum
- Sancta regina assistens a dextris Dei
- Sancta regina coelorum
- Sancta regina sanctorum omnium
- Sancta hera nostra benignissima